# Kriegerdenkmale in Syke
Bei den Syker Kriegerdenkmalen handelt es sich um 14 Kriegerdenkmale im Bereich der niedersächsischen Stadt Syke.

## Allgemeines
Die insgesamt 14 Kriegerdenkmale befinden sich in Barrien, Gessel, Gödestorf, Heiligenfelde, Henstedt, Jardinghausen, Leerßen, Okel, Osterholz, Ristedt, Schnepke, Syke (Zentrum) und in Wachendorf.
Sie wurden in den Jahren nach dem Ersten Weltkrieg aufgrund von Ratsbeschlüssen der jeweiligen Gemeinderäte in den damaligen – bis 1974 selbständigen – Gemeinden zum Gedenken an die Gefallenen und Vermissten des Ersten Weltkriegs errichtet. Nach dem Zweiten Weltkrieg wurden die Kriegerdenkmale ergänzt und erweitert – um ganze Denkmalteile, um die Namen der Gefallenen und Vermissten des Zweiten Weltkrieges oder zumindest durch einen Hinweis auf diese.
Eine Sonderstellung nimmt das Denkmal für die Gefallenen und Vermissten des Krieges 1870/71, die aus dem Amt Syke stammten, ein. Es befindet sich im Kernbereich von Syke.
Auf den 14 Kriegerdenkmalen sind die Namen von 1356 Gefallenen und Vermissten des Krieges 1870/71 und beider Weltkriege festgehalten. Die Namen und in einigen Fällen weitere Daten (Geburts- und Todesdaten, Geburts- und Sterbeorte, Dienstgrade) sind eingemeißelt, in Bronze gegossen oder sonst wie für die nächsten Jahrzehnte fixiert. Auf zwei Denkmalen sind auch die Namen der 15 Frauen verzeichnet, die im Zweiten Weltkrieg zu Tode kamen: in Syke waren es 10 und in Barrien 5.
An einigen Denkmalen nagt inzwischen der Zahn der Zeit: Ein Teil der Inschriften ist verwittert, so dass die Namen kaum noch oder gar nicht mehr lesbar und zu entziffern sind. Das betrifft die Denkmale in Gessel und in Barrien.

## Kriegerdenkmale in den einzelnen Syker Stadtteilen
Nachfolgend werden die einzelnen Kriegerdenkmale – nach den Syker Stadtteilen alphabetisch geordnet – detailliert beschrieben. Dabei wird der Standort genauer festgelegt, vorhandene Texte werden dokumentiert, die Zahl der auf dem jeweiligen Denkmal namentlich aufgeführten Gefallenen und Vermissten im Ersten und im Zweiten Weltkrieg wird genannt.

### Barrien

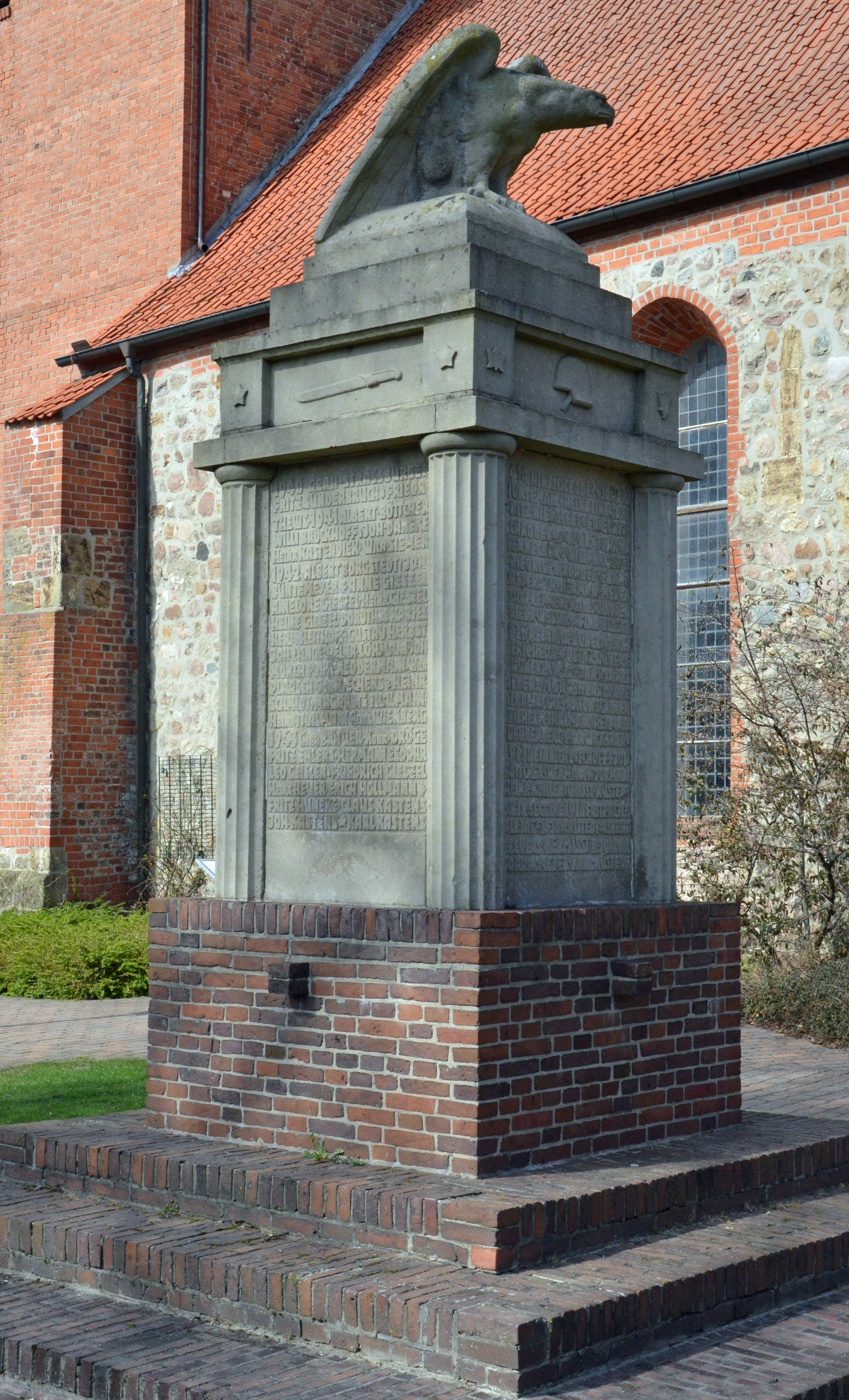
Kriegerdenkmal Barrien

Das Kriegerdenkmal befindet sich auf dem Kirchhof der ev.-luth. Kirche. Es enthält die Namen von 37 Gefallenen und 3 Vermissten aus dem Ersten Weltkrieg und die Namen von 89 Gefallenen und 24 Vermissten aus dem Zweiten Weltkrieg. Auf einer Seite des Denkmals ist der Text eingemeißelt: ZUM GEDÄCHTNIS / UNSERER / TOTEN.
- Koordinaten: 52° 56′ 22″ N, 8° 49′ 28,2″ O

### Gessel
Das Kriegerdenkmal befindet sich westlich der Syker Straße, zwischen Haus Nr. 18 und Haus Nr. 24. Es enthält die Namen von 17 Gefallenen aus dem Ersten Weltkrieg und die Namen von 28 Gefallenen und 10 Vermissten aus dem Zweiten Weltkrieg. Auf verschiedenen Seiten des Denkmals ist der Text eingemeißelt: 1914 / 1918 // ZUM GEDÄCHTNIS / AN IHRE IM / WELTKRIEGE / GELIEBENEN / HELDENSÖHNE / DIE DANKBARE / ORTSCHAFT / GESSEL /// 1939 / 1945
- Koordinaten: 52° 56′ 8,4″ N, 8° 48′ 55″ O

### Gödestorf
Das Kriegerdenkmal befindet sich östlich der Straße „Specken“, gegenüber dem Standort der Gödestorfer Betglocke, die sich auf dem Grundstück Nr. 8 befindet. Es enthält die Namen von 18 Gefallenen und 2 Vermissten aus dem Ersten Weltkrieg und die Namen von 29 Gefallenen und 9 Vermissten aus dem Zweiten Weltkrieg. Auf verschiedenen Seiten des Denkmals ist der Text eingemeißelt: 1914 – 1918 / 1939 – 1945 / FÜR // UNS / Ihren gefallenen Helden / in Dankbarkeit gewidmet / die Gemeinde Gödestorf /// Es starben fürs Vaterland /// Es starben den Heldentod /// Als Vermißte beklagen wir
- Koordinaten: 52° 53′ 46,7″ N, 8° 54′ 16,6″ O

### Heiligenfelde

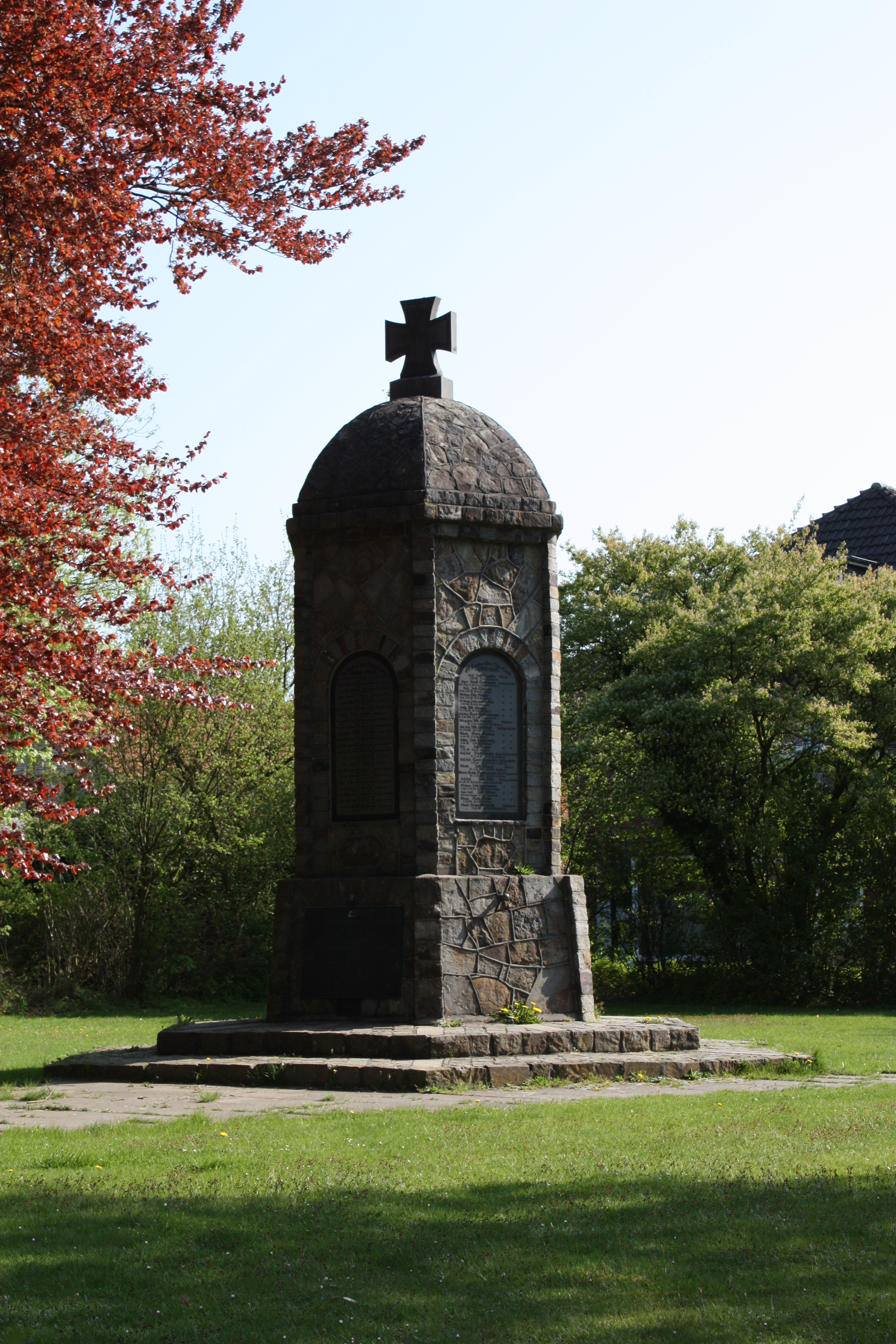
Kriegerdenkmal Heiligenfelde

Das Kriegerdenkmal befindet sich auf dem Kirchhof der ev.-luth. Kirche zwischen Kirchplatz, der Straße „An der Kirche“, der „Königstraße“ und der „Heiligenfelder Straße“. Es enthält die Namen von 48 Gefallenen und 5 Vermissten aus dem Ersten Weltkrieg und die Namen von 48 Gefallenen und 17 Vermissten aus dem Zweiten Weltkrieg. Auf verschiedenen Seiten des Denkmals ist der Text eingemeißelt: 1914 – 18   1939 – 45 // IHREN FERN DER HEIMAT IM KAMPFE FÜRS / VATERLAND GEFALLENEN SÖHNEN IN / DANKBARER ERINNERUNG GEWIDMET. / DIE GEMEINDEN HEILIGENFELDE u. CLUES // HANNOVER HAT NOCH SÖHNE, / DIE ALTE TREUE ERBEN; / HANNOVER HAT NOCH MÄNNER, / DIE FÜR DIE HEIMAT STERBEN. / HANNOVER KENNT DIE HELDEN, / DIE EINST IHR LEBEN LIESSEN / UND WIRD IN STILLER TRAUER / AUCH IHRE HÜGEL GRÜSSEN. /// Es starben fürs Vaterland / 1914 – 1918. /// Es starben fürs Vaterland / 1914 – 1918. /// Es starben fürs Vaterland / 1914 – 1918. /// Es starben fürs Vaterland / 1939 – 1945. /// Es starben fürs Vaterland / 1939 – 1945. /// Es starben fürs Vaterland / 1939 – 1945.
- Koordinaten: 52° 52′ 47,5″ N, 8° 52′ 20,4″ O

### Henstedt
Das Kriegerdenkmal befindet sich auf einer Verkehrsinsel / an der Ecke zwischen Bramstedter Straße, Halbetzer Straße, Henstedter Straße (= K 125), direkt beim Kindergarten Henstedt. Es enthält die Namen von 32 Gefallenen und Vermissten aus dem Ersten Weltkrieg, aber keine Namen von Gefallenen und Vermissten aus dem Zweiten Weltkrieg. Für diese wurde nur eine zusätzliche Bronzeplatte mit der Inschrift: „Zum Gedenken der Gefallenen und Vermißten des Weltkrieges 1939 - 1945“ angebracht. Auf verschiedenen Seiten des Denkmals ist der Text zu lesen: 1914 + 1918. / ZUM ANDENKEN DER TAPFEREN KRIEGER / AUS DEN GEMEINDEN HENSTEDT = HOOPE, / DIE FÜRS VATERLAND IHR LEBEN LIESSEN. /// ZUM GEDENKEN / DER GEFALLENEN UND VERMISSTEN / + / DES WELTKRIEGES 1939 – 1945
- Koordinaten: 52° 52′ 26,5″ N, 8° 49′ 49,8″ O

### Jardinghausen
Das Kriegerdenkmal befindet sich auf einem Platz an der Ecke Jardinghauser Straße / Kastanienallee. Es enthält die Namen von 20 Gefallenen und 3 Vermissten aus dem Ersten Weltkrieg und die Namen von 38 Gefallenen und Vermissten aus dem Zweiten Weltkrieg. Auf einer Seite des Denkmals ist der Text eingemeißelt: DIE GEMEINDE JARDINGHAUSEN IHREN / GEFALLENEN SÖHNEN. / 1914 + 1918. // SIE STARBEN FÜR DIE HEIMAT.
- Koordinaten: 52° 51′ 12″ N, 8° 51′ 8,5″ O

### Leerßen
Das Kriegerdenkmal befindet sich an der „Leerßer Straße“ auf einem Platz zwischen Haus Nr. 32 und Nr. 36. Es enthält die Namen von 11 Gefallenen und Vermissten aus dem Ersten Weltkrieg und die Namen von 19 Gefallenen und 8 Vermissten aus dem Zweiten Weltkrieg. Auf verschiedenen Seiten des Denkmals ist der Text eingemeißelt: NIEMAND HAT GRÖSS‘RE LIE= / BE DENN DIE DASS ER SEIN / LEBEN LÄSSET FÜR SEINE / FREUNDE    IN TREUEM GE= / DENKEN IHRER GEBLIEBENEN / SÖHNE DIE ORTSCHAFT LEERSSEN /// 1914–1918 /// 1939-1945
Das ursprüngliche Kriegerdenkmal für die Gefallenen und Verstorbenen des Ersten Weltkrieges wurde nach dem Zweiten Weltkrieg durch ein neu gestaltetes für die Gefallenen und Verstorbenen beider Weltkriege ersetzt. Das Kriegerdenkmal 1914 – 1918 hat seit 2006 einen Platz auf dem Gelände des Kreismuseums in Syke gefunden.
- Koordinaten: 52° 55′ 36,1″ N, 8° 46′ 49,6″ O

### Okel
Das Kriegerdenkmal befindet sich auf dem Okeler Friedhof zwischen der „Okeler Straße“ und „Zwei Mühlen“. Der Okeler Friedhof selbst befindet sich an der „Okeler Straße“ zwischen Häusern Nr. 9 und Nr. 11. Es enthält die Namen von 24 Gefallenen und Vermissten aus dem Ersten Weltkrieg und die Namen von 31 Gefallenen und 12 Vermissten aus dem Zweiten Weltkrieg. Auf verschiedenen Seiten des Denkmals ist der Text eingemeißelt: 1914 - 1918   OKEL   1939 – 1945 / EUER ZU DENKEN / FORDERT UNSERE / TREUE /// 1914 – 1918 ///1939 – 1945 ///VERMISSTE
- Koordinaten: 52° 56′ 15″ N, 8° 52′ 32,7″ O

### Osterholz
Das Kriegerdenkmal befindet sich an der „Osterholzer Straße“, gegenüber der Einmündung der Straße „Geestrand“. Es enthält die Namen von 15 Gefallenen und 3 Vermissten aus dem Ersten Weltkrieg und die Namen von 14 Gefallenen und 8 Vermissten aus dem Zweiten Weltkrieg. Auf verschiedenen Seiten des Denkmals ist der Text eingemeißelt: Fürs Vaterland starben / im Weltkrieg 1914 – 1918 // In dankbarer Erinnerung / Gemeinde Osterholz. /// DEN GEFALLENEN UND VERMISSTEN DES / ZWEITEN WELTKRIEGES // 1939 + EIN EHRENDES GEDENKEN + 1945
- Koordinaten: 52° 54′ 59,4″ N, 8° 54′ 7,4″ O

### Ristedt

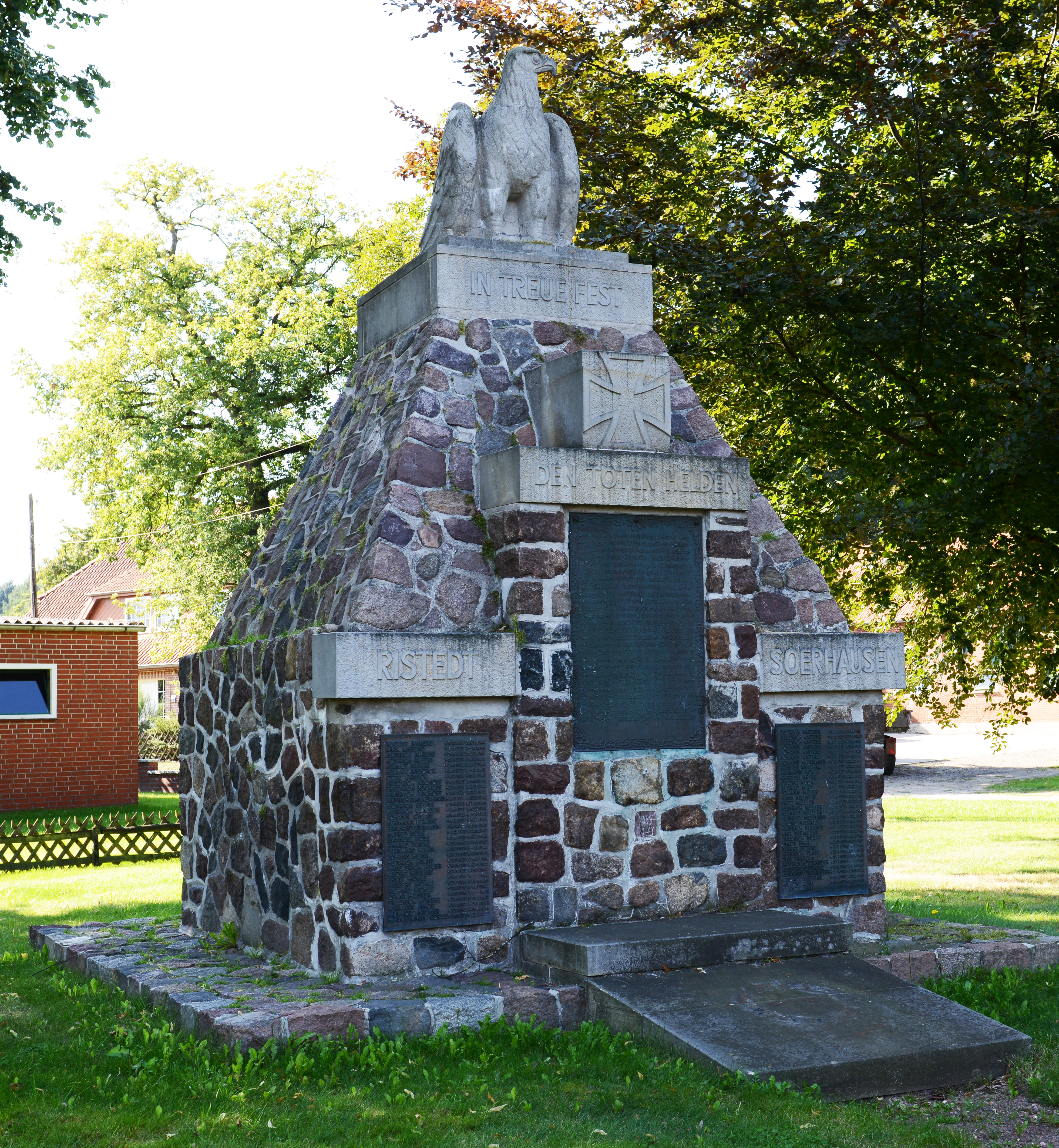
Kriegerehrenmal Ristedt

Das Kriegerdenkmal befindet sich an der Einmündung der Straße „Alte Schulstraße“ in die „Ristedter Hauptstraße“. Es enthält die Namen von 23 Gefallenen und 3 Vermissten aus dem Ersten Weltkrieg und die Namen von 38 Gefallenen und 26 Vermissten aus dem Zweiten Weltkrieg. Auf einer Seite des Denkmals ist der Text zu lesen: IN TREUE FEST // DEN TOTEN HELDEN // RISTEDT   SOERHAUSEN
- Koordinaten: 52° 56′ 21,9″ N, 8° 45′ 50,3″ O

### Schnepke
Das Kriegerdenkmal befindet sich an der Einmündung der Straße „Heerweg“ in die „Schnepker Straße“. Es enthält die Namen von 11 Gefallenen aus dem Ersten Weltkrieg und die Namen von 19 Gefallenen und 5 Vermissten aus dem Zweiten Weltkrieg. Auf verschiedenen Seiten des Denkmals ist der Text eingemeißelt:
Fürs Vaterland starben / im Weltkriege 1914 – 1918 /// DEN GEFALLENEN UND VERMISSTEN / DES ZWEITEN WELTKRIEGES // + ZUM GEDENKEN +
Ein interessantes Detail: Heinrich Reimers, ein Mitglied der Besatzung des bekannten und hochdekorierten SS-Panzerkommandanten Michael Wittmann, stammte aus Schnepke. Er fiel mit Wittmann zusammen am 8. August 1944 in der Normandie und ist mit ihm zusammen auf dem Soldatenfriedhof in La Cambe in Frankreich bestattet. Sein Name ist auf dem Kriegerdenkmal vermerkt (Quelle: eigene Überprüfung der Denkmalsinschrift)
- Koordinaten: 52° 54′ 28″ N, 8° 52′ 1,4″ O

### Steimke
In der bis 1974 selbstständigen Gemeinde Steimke existiert kein eigenes Kriegerdenkmal. Die in dieser Gemeinde Gefallenen und Vermissten sind auf dem Kriegerdenkmal in Syke mit aufgeführt.

### Syke (Zentrum)

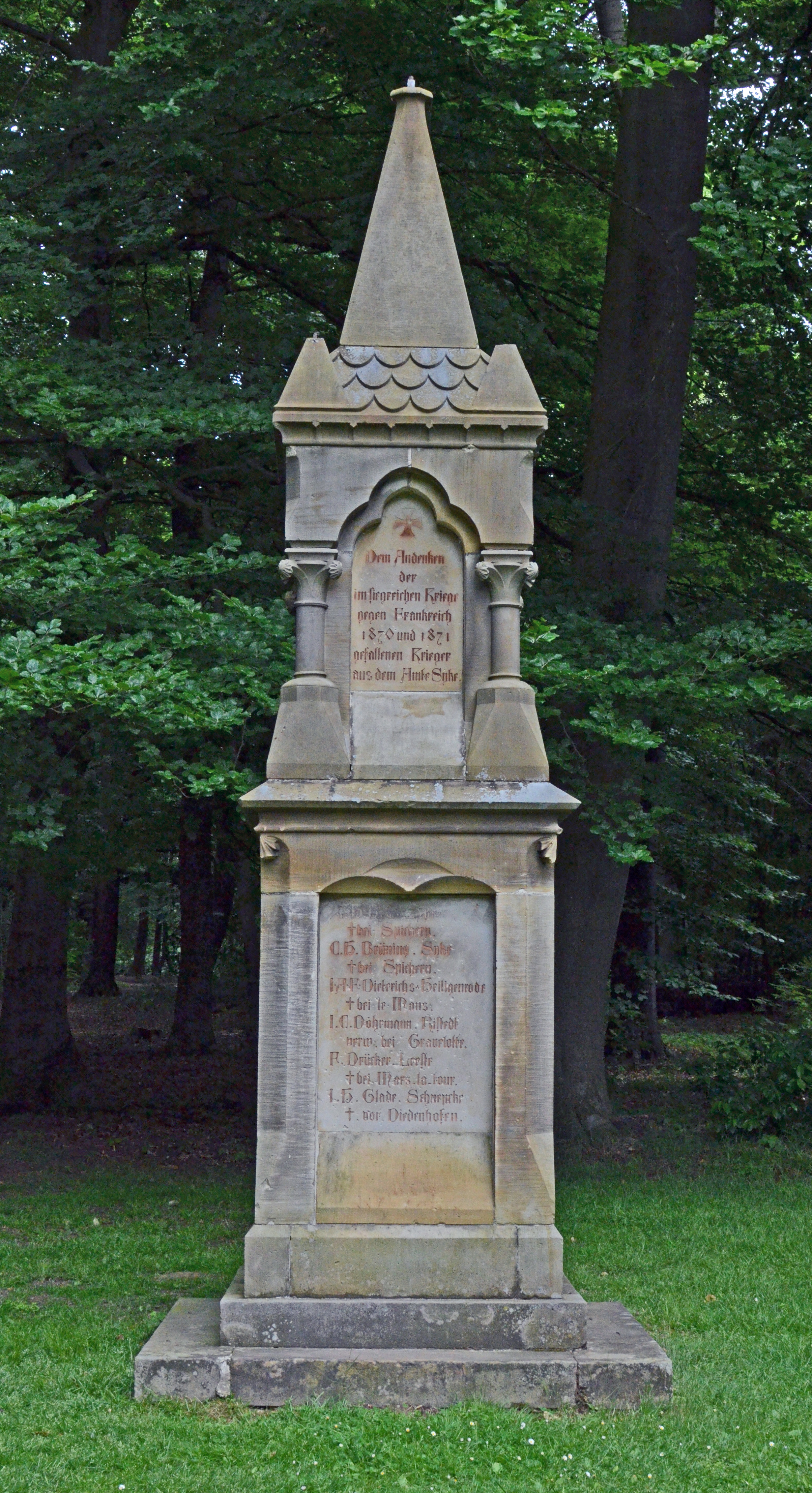
Kriegerdenkmal für die Gefallenen und Vermissten des Krieges 1870/71

#### Denkmal I
Das Kriegerdenkmal für die Gefallenen und Vermißten des Krieges 1870/71 befindet sich östlich der „Herrlichkeit“ (= Bundesstraße 6), gegenüber dem Alten Friedhof / gegenüber dem Haus Nr. 57 (= Restaurant und Café „Maximilian“), ca. 180 m von der B 6 entfernt. Es enthält die Namen von x Gefallenen aus dem Krieg 1870/71. Auf einer Seite des Denkmals ist der Text eingemeißelt: + / Dem Andenken / der / im siegreichen Kriege / gegen Frankreich / 1870 und 1871 / gefallenen Krieger / aus dem Amte Syke.
- Koordinaten: 52° 55′ 11,6″ N, 8° 49′ 44″ O

#### Denkmal II

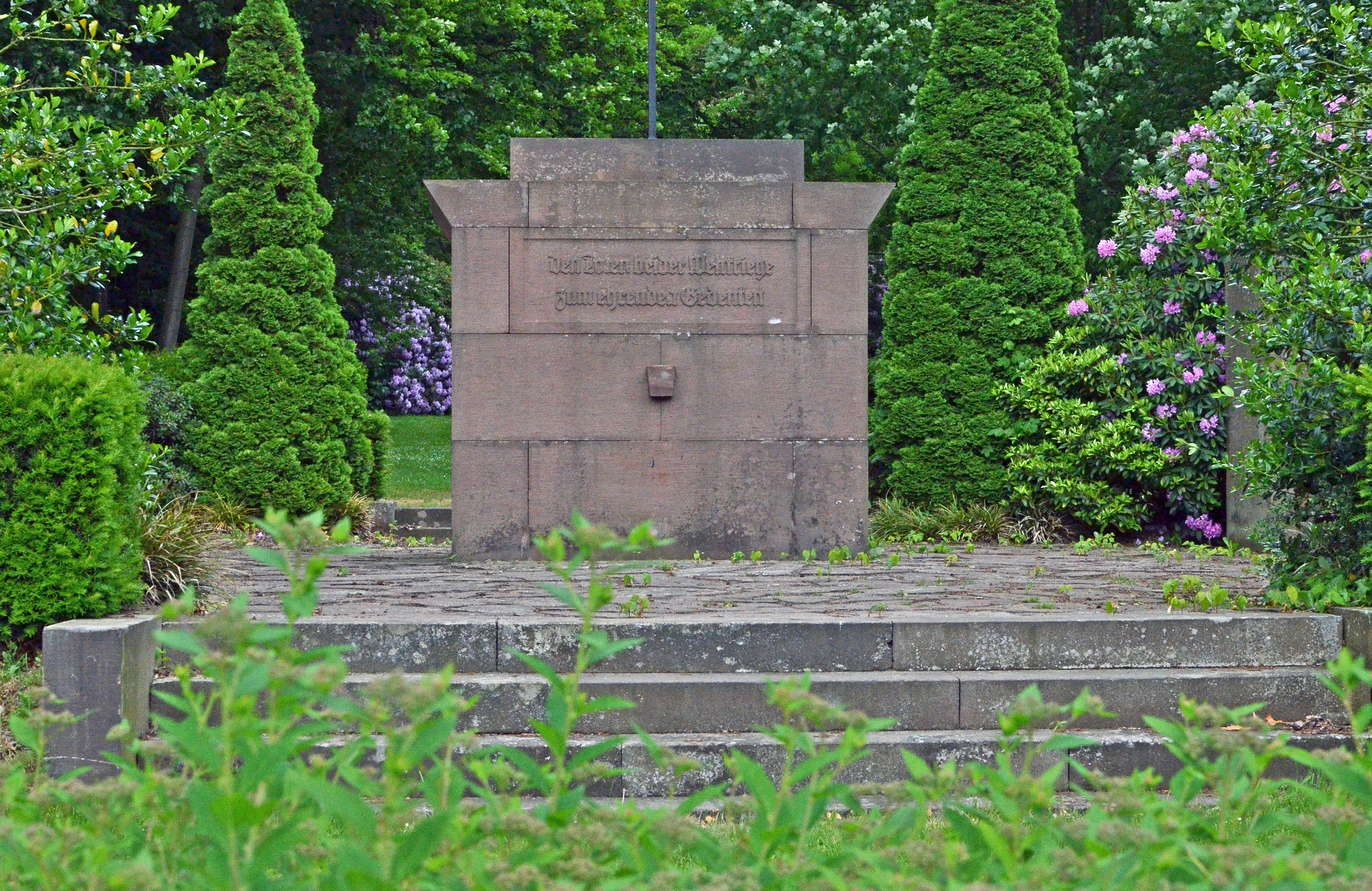
Kriegerdenkmal für die Gefallenen und Vermissten des Ersten und des Zweiten Weltkrieges

Das Kriegerdenkmal für die Gefallenen und Vermißten des Ersten und des Zweiten Weltkrieges befindet sich östlich der „Herrlichkeit“ (= Bundesstraße 6), gegenüber dem Alten Friedhof / gegenüber dem Haus Nr. 57 (= Restaurant und Café „Maximilian“), direkt an der B 6. Es enthält die Namen von 105 Gefallenen aus dem Ersten Weltkrieg und die Namen von 349 Gefallenen aus dem Zweiten Weltkrieg. Auf verschiedenen Seiten des Denkmals ist der Text eingemeißelt: Den Toten beider Weltkriege / zum ehrenden Gedenken /// Der Tod ist verschlungen in den Sieg / Es starben aus der Gemeinde Syke /// Als die Sterbenden und siehe, wir leben /// Durch Opfer gereift für die Ewigkeit /// Liebe ist stärker als der Tod /// 1939  +  1945 /// NIEMAND HAT GRÖSSERE LIEBE DENN DIE, / DASS ER SEIN LEBEN LÄSST FÜR SEINE FREUNDE  + +  JOH. 15 V. 13 /// 1939 + 1945
- Koordinaten: 52° 55′ 11,3″ N, 8° 49′ 41,4″ O

### Wachendorf
Das Kriegerdenkmal befindet sich an der Ecke „Kirchberg“ / „Legenhausen“ / „Heidkamp“, in der Nähe des Schießstandes / des Festplatzes, gegenüber der Schießsporthalle und der Festwiese. Es enthält die Namen von 27 Gefallenen aus dem Ersten Weltkrieg und die Namen von 40 Gefallenen und Vermissten aus dem Zweiten Weltkrieg. Im Mittelteil des Denkmals ist der Text eingemeißelt: DEN TOTEN / BEIDER / WELTKRIEGE
- Koordinaten: 52° 52′ 36,7″ N, 8° 53′ 43,7″ O